# Mexotis lorencei
Mexotis lorencei är en måreväxtart som beskrevs av Edward Everett Terrell och Harold Ernest Robinson. Mexotis lorencei ingår i släktet Mexotis och familjen måreväxter. Inga underarter finns listade i Catalogue of Life.